# China Electronics Corporation
China Electronics Corporation (сокращённо CEC, «Китайская электронная корпорация» или «Чжунго дяньцзи синьси чанье цзитуань») — китайский государственный конгломерат, специализирующийся на разработке и производстве электроники военного и гражданского назначения. Основан в 1989 году. Входит в число крупнейших компаний страны. 

## История
China Electronics Corporation основана в 1989 году в результате объединения нескольких государственных предприятий электронной промышленности. В 2001 году голландская компания Philips перенесла разработку и производство мобильных телефонов в Китай, на совместное предприятие с China Electronics Corporation. В 2007 году CEC приобрела подразделение по выпуску мобильных телефонов Philips (в том числе права на использование бренда Philips).
В 2013 году CEC приобрела у японской компании Sharp права на технологию жидкокристаллических дисплеев (LCD). В том же 2013 году CEC и компания Philips создали совместное предприятие по производству «умного» дорожного освещения.
В 2015 году CEC приобрела компанию Maipu Communication Technology, которая производит сетевое оборудование (в том числе маршрутизаторы и коммутаторы). В конце 2017 года глава China Electronics Corporation Жуй Сяоу представил открытую информационную систему PK, состоящую из центрального процессора Phytium и операционной системы Kylin. В 2018 году CEC открыла на Филиппинах дочернюю компанию по производству полупроводниковой продукции.
В августе 2020 года Министерство обороны США внесло CEC в список фирм, тесно связанных с НОАК. В ноябре 2020 года власти США запретили американским компаниям или физическим лицам владеть акциями фирм, связанных с китайской армией. В декабре 2020 года CEC основала в Шэньчжэне дочернюю China Electronics Co. Ltd. (цифровые услуги).  
В декабре 2021 года штаб-квартира China Electronics Corporation переехала из Пекина в Шэньчжэнь, заняв небоскрёб CEC Great Wall Tower в районе Наньшань. По итогам 2021 года среди ведущих брендов Китая CEC заняла 84-е место со стоимостью бренда 29,7 млрд юаней (в том числе 21-е место среди брендов китайских государственных предприятий).

## Деятельность
China Electronics Corporation и её дочерние структуры производят микросхемы, компьютеры, серверы, мониторы, телевизоры, телекоммуникационное и спутниковое оборудование (в том числе маршрутизаторы и коммутаторы), мобильные телефоны, тюнеры, принтеры, блоки питания, оптико-волоконные кабели, лазерное оборудование, системы управления войсками, системы кибербезопасности, системы слежения, бортовую авиационную и космическую электронику, радары, солнечные панели, трансформаторы, генераторы, системы дорожного освещения, измерительные приборы, медицинское оборудование, автомобильную и железнодорожную электронику, смарт-карты, программное обеспечение.
Также структуры China Electronics Corporation занимаются цифровыми услугами (хранение и обработка больших данных, облачные вычисления, платёжные системы, цифровые платформы умного города, медицинских и административных услуг), строительными и монтажными работами, консалтингом, финансовыми услугами, внешней торговлей, логистикой, управляют недвижимостью (в том числе промышленными и офисными парками, парками дата-центров).
Наиболее известными продуктами China Electronics Corporation являются чипы и процессоры Phytium, операционные системы Kylin, Ubuntu Kylin и OpenKylin, игровые консоли Great Wall, дисплеи TPV и Panda.

## Структура

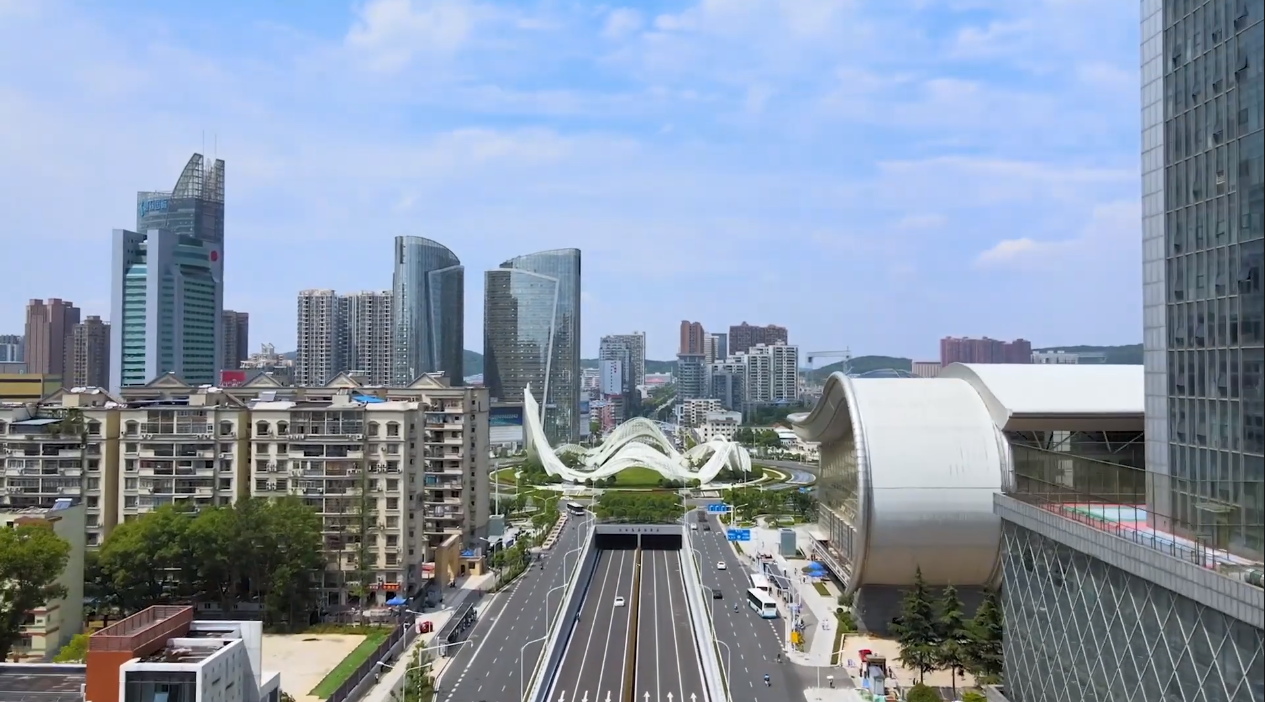
Optics Valley (Ухань)

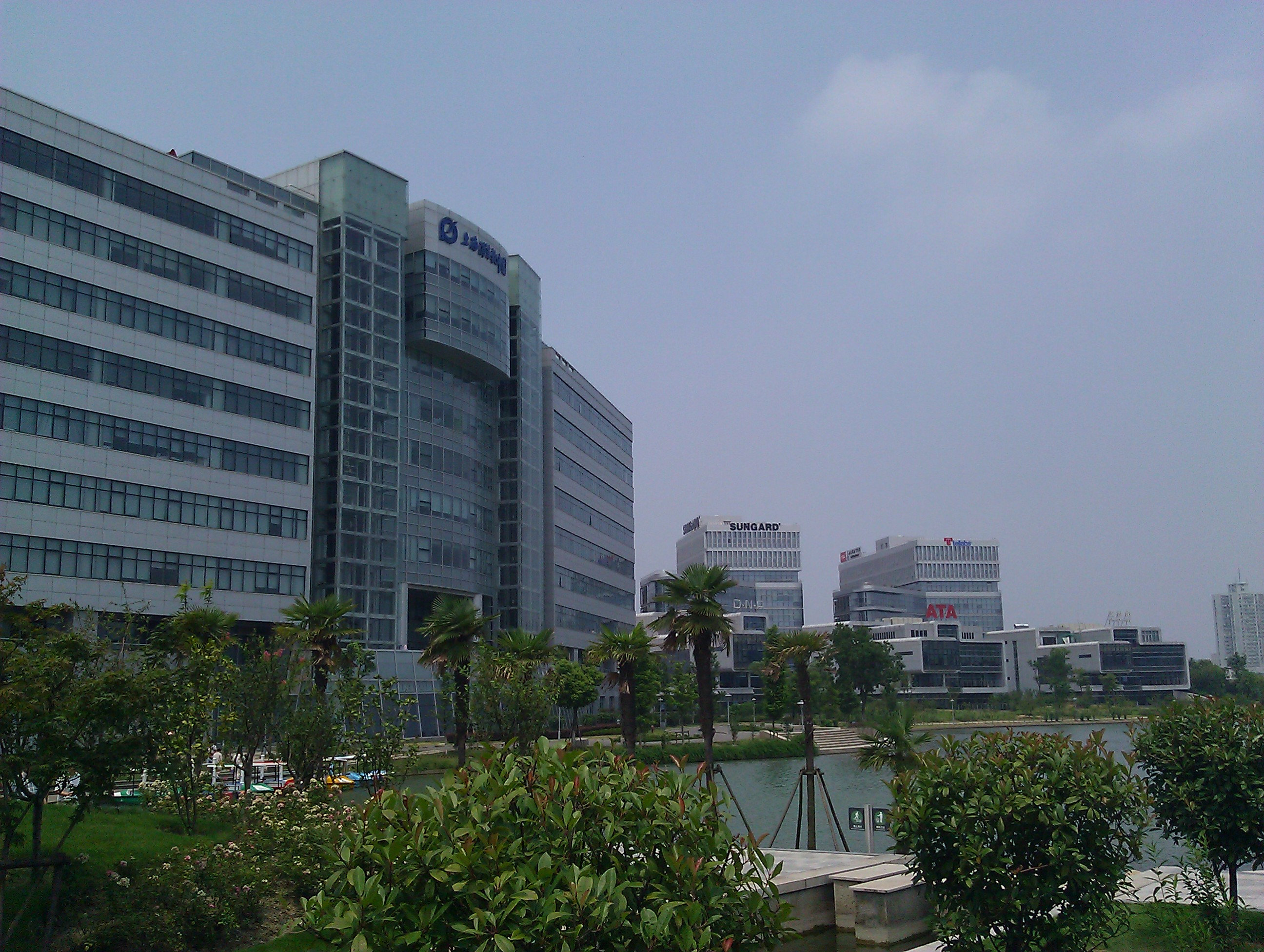
Pudong Software Park (Шанхай)

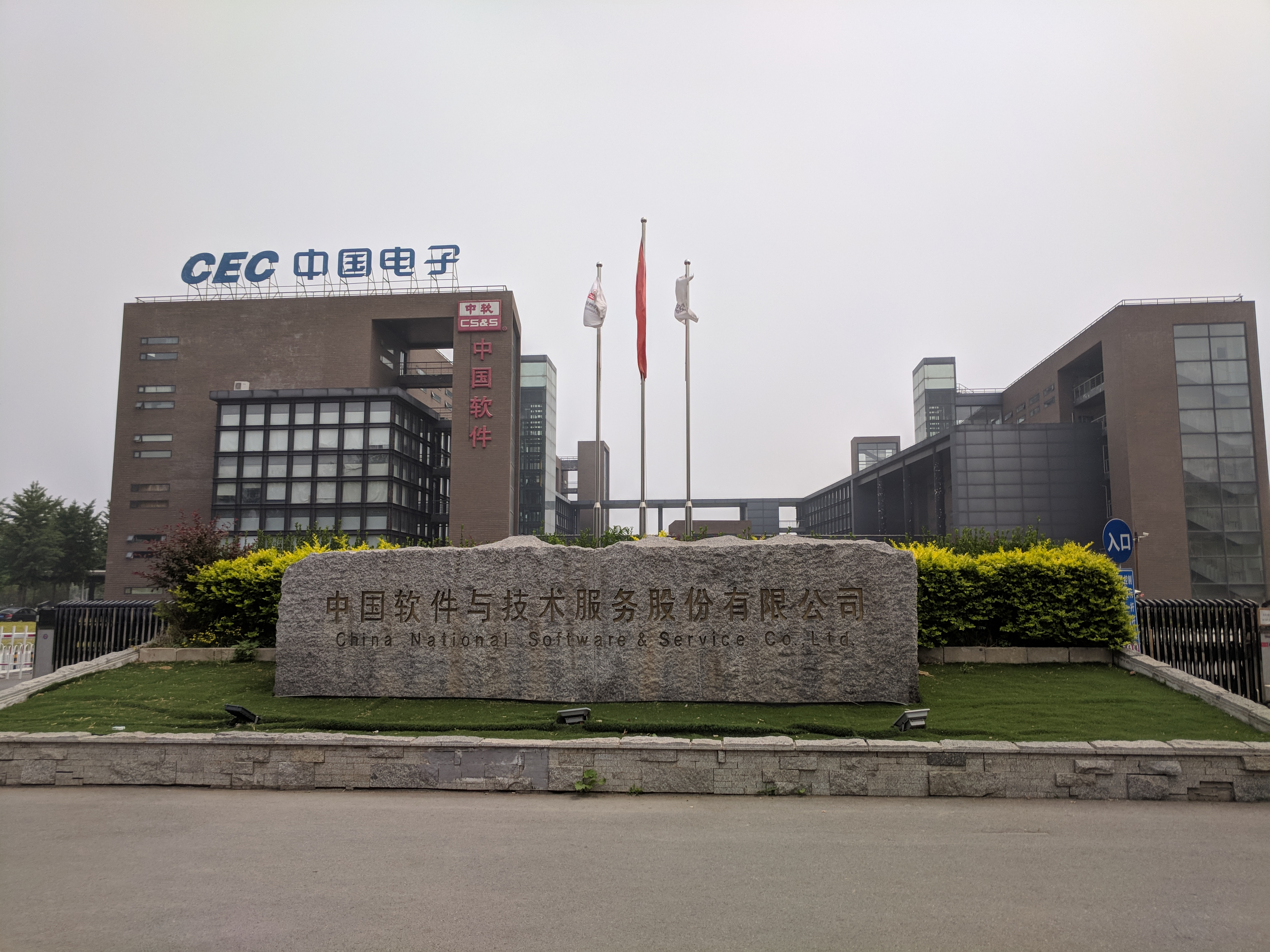
Пекинский офис China National Software & Service

По состоянию на конец 2021 года в состав China Electronics Corporation входило 27 дочерних компаний и 17 листинговых (зарегистрированных на бирже) компаний.
- China Power International Information Service / CECIS (Шэньчжэнь)
- China Electronics Company Limited (Шэньчжэнь)
- China Greatwall Technology Group (Шэньчжэнь)[22]
  - CEC Great Wall Energy (Шэньчжэнь)
- SED Industry (Шэньчжэнь)[23]
- Kaifa Technology (Шэньчжэнь)[24]
- O-Net Technologies (Шэньчжэнь)[25][26]
  - O-Net Communications (Гонконг)
- CEC Cyberspace International Innovation Center (Хэнцинь)[27]
- China Electronics Corporation Holdings (Гонконг)[28]
- TPV Technology (Гонконг)[29]
- Solomon Systech International (Гонконг)[30]
- China Zhenhua Electronics Group (Гуйян)[31]
  - China Zhenhua Science & Technology (Гуйян)[32]
- Maipu Communication Technology (Чэнду)[33]
- Zhongdian Jinjiang Information Industry (Чэнду)
- CEC Xiang Jiang Data Services (Чанша)[34]
- China Electronics Optics Valley Union Holding (Ухань)[35]
  - Wuhan Optics Valley United Group (Ухань)[36]
- Zhongyuan Electronics (Ухань)[37]
- HUADA Semiconductor (Шанхай)[38]
  - China Electronics Huada Technology (Гонконг)[39][40]
- Shanghai Belling (Шанхай)[41]
- Shanghai Pudong Software Park (Шанхай)[42]
- Panda Electronics (Нанкин)[43]
  - Nanjing CEC Panda Home Appliances (Нанкин)[44]
  - Nanjing CEC Panda FPD Technology (Нанкин)[45]
  - Nanjing CEC Panda Information Industry Group (Нанкин)
- Kylin Software (Тяньцзинь)[46][47]
- Phytium Technology (Тяньцзинь)[48]
- China Information Technology Application Innovation Valley (Тяньцзинь)[49]
- CEC Huada Electronic Design (Пекин)[50]
- China National Electronics Import & Export Corporation (Пекин)
- China Electronics Finance / CECFC (Пекин)[51]
- China Electronics Commerce / CECOM (Пекин)[52]
- China International Electronics Service (Пекин)[53]
- China Electronic System Technology / CESTC (Пекин)[54]
- China Electronics Information Industry Group (Пекин)
- China Electronics Smart Card / CESC (Пекин)
- China Software and Technology Service / CS&S (Пекин)
  - China National Software & Service (Пекин)
- China Rida Investment and Development Group / CRIDC (Пекин)[55]
- Caihong Group (Сяньян)[56]
  - IRICO Display Devices (Сяньян)[57]
  - IRICO Group New Energy (Сяньян)[58]

### Научные исследования
Основными научными подразделениями China Electronics Corporation являются:
- Китайский исследовательский институт информационной безопасности (Пекин)
- НИИ №6 (Пекин)
- Юго-Западный институт электронных технологий или НИИ №10 (Чэнду)
- Нанкинский исследовательский институт электронных технологий или НИИ №14 (Нанкин)
- Тяньцзиньский институт источников энергии или НИИ №18 (Тяньцзинь)
- НИИ №54 (Шицзячжуан)
- Сианьский институт космической радиотехники или НИИ №504 (Сиань)
- Северо-западный институт электронного оборудования (Сиань)

### Зарубежные активы
- O-Net Technologies Thailand (Чонбури)
- Исследовательские центры O-Net Technologies в Сан-Хосе (США) и Оттаве (Канада)
- ITF Technologies (Монреаль)
- 3SP Technologies (Эсон)